# Ghikaea speciosa
Ghikaea speciosa là loài thực vật có hoa thuộc họ Cỏ chổi. Loài này được (Rendle) Diels mô tả khoa học đầu tiên năm 1908.